# Lletjor
La lletjor s'acostuma a definir com la contraposició de la bellesa i inclou tot allò que es jutja negativament des del punt de vista de l'estètica. És un terme subjectiu i culturalment condicionat, ja que el cànon d'allò bell varia segons la comunitat i l'època.
En períodes com el romanticisme, es reivindica que el que és considerat més lleig es toca amb el més bell, en un cercle perceptiu, ja que els extrems són sublims i provoquen la mateixa reacció en el receptor. En la mateixa línia, la reivindicació del kitsch presenta com a objectes de moda i preuats el que se surt de l'elegància

## Característiques de la lletjor
Umberto Eco assenyala alguns dels trets que acostumen a tenir les entitats jutjades com a lletges:
- no compleixen les regles de la simetria i harmonia, són deformes o allunyades de la norma
- són immorals (per això el dimoni sol ser representat com un monstre)
- es relacionen amb la malaltia o l'obscenitat
- tenen un aire ridícul (la caricatura pretén deformar els trets físics per fer riure)
- són banals o insípids
- provoquen reaccions de rebuig o fàstic (com determinats insectes)

## Importància de la lletjor
La lletjor pot afectar la selecció de parella, de feina i a les relacions socials. Diversos estudis alerten que una persona lletja pot acabar cobrant menys sous per la mateixa feina o fins i tot deixar de ser triada per una empresa, ja que l'aparença física es té molt en compte a les entrevistes laborals tot i les lleis en contra de la discriminació per aquest motiu.
La lletjor té més conseqüències socials en les dones que en els homes, fet que explicaria que les dones siguin més clientes de la cirurgia plàstica i reparadora.
Les persones lletges reben menys atenció fins i tot del cercle de persones properes, a l'escola i als grups d'amics, fet que condiciona la seva evolució psicològica. La manca d'èxit social, lligat a la bellesa en bona part especialment a l'adolescència, pot ser font de complexos psíquics i de baixa autoestima.

## Obres que es basen en la lletjor
Diverses obres de ficció es basen en la lletjor, com L'aneguet lleig, conte de Hans Christian Andersen. En ella la lletjor aparent s'acaba transformant en bellesa (el cigne). Idèntic esquema juguen sèries com Yo soy Bea o la història de la bella i la bèstia.
En altres obres la lletjor física es contraposa amb una gran riquesa interior, com a la història de Cyrano de Bergerac o comèdies cinematogràfiques com The Truth About Cats & Dogs. El tòpic que uneix lletjor i intel·ligència i bellesa física amb estupidesa neix d'aquest corrent.
Una darrera tradició cultural imposa le lletjor com a càstig per haver obrat malament, com és el cas dels encanteris dels contes populars. També pot sorgir per l'enveja d'algú poderós (i en aquest cas la història acaba amb al recuperació de la forma original).